# Bangaly Fofana
Pour les articles homonymes, voir Fofana.
Bangaly Fofana, né le 3 juin 1989 à Paris, est un joueur français de basket-ball. Il évolue au poste de pivot.

## Biographie
Bangaly Fofana commence le basket-ball sur le tard à l'âge de 16 ans. Il mesure déjà 2,08 m. Repéré par Lionel Leblanc et Sébastien Tessier, les entraîneurs des cadets France du club de Charenton, en région parisienne. Après deux saisons dans ce club, il rejoint le centre de formation de l'ASVEL où il gagne le titre de meilleur joueur (MVP) du Trophée du Futur et gagne par la même occasion le tournoi avec son équipe.
Jeune joueur français à fort potentiel de par une taille, 2,13 m, rare en France, il signe son premier contrat professionnel pour évoluer sous la direction de Vincent Collet, son entraîneur à l'ASVEL.
Il tente une première fois sa chance lors de la Draft 2010 de la NBA mais retire sa candidature au dernier moment devant les annonces des prospectives par les sites spécialisés américains puis se présente à l'édition suivante. Il n'est toutefois pas retenu lors de celle-ci.
Fofana signe un contrat de deux ans avec le Saint Thomas Basket Le Havre en juillet 2012.
En août 2014, Fofana rejoint Strasbourg Illkirch-Graffenstaden Basket avec un contrat d'un an.
En juin 2016, Fofana signe un contrat d'un an avec l'AS Monaco.
Lors de la saison 2017-2018, il est blessé au genou et joue deux matches en saison régulière avec Monaco. En juin 2018, Fofana rejoint le Basket Club Maritime Gravelines Dunkerque Grand Littoral avec lequel il signe un contrat de deux ans.
Fin mars 2021, Fofana s'engage jusqu'à la fin de la saison avec la Jeunesse laïque de Bourg-en-Bresse, en première division, pour pallier l'absence sur blessure de Thibault Daval-Braquet.
À l'issue de la saison 2024-2025, il décide de mettre un terme à sa carrière professionnelle.

## Palmarès
- Meilleur joueur du Trophée du Futur 2009.
- Vainqueur Championnat de France de basket-ball avec l'ASVEL en 2009.
- Semaine des As avec l'ASVEL en 2010.
- Vainqueur de la Coupe de France 2015 avec Strasbourg
- Vainqueur de la Leaders Cup 2015 (avec la SIG), 2017 et 2018 (avec Monaco)
- Vainqueur de la Leaders Cup Pro B 2022 (avec Évreux).